# Seibæk
Seibæk er oprindeligt et tysk efternavn og var før i tiden stavet: Seibech. Pga. immigration til Danmark er navnet blevet ført hertil, og et område, i Midtjylland, hedder det den dag i dag. To familier i Danmark hedder det til efternavn. Der var en periode i det tidlige 1900-tal hvor stavemåden skiftede. Kirkebøgerne viser ikke hvorfor, men pludseligt stavedes Seibech – Seibæk. Grundet visse rettigheder er navnet ikke videre udbredt.
| Slægtsnavne | Spire Denne artikel om et slægtsnavn er en spire som bør udbygges. Du er velkommen til at hjælpe Wikipedia ved at udvide den. |